# Саминское (озеро, Новгородская область)
Саминское — озеро на Валдайской возвышенности в Боровичском районе Новгородской области, площадью 0,8 км². Из озера вытекает река Саминка, которая впадает в озеро Пирос. Площадь водосборного бассейна — 42,3 км². Высота над уровнем моря — 165 м.
Максимальная глубина до 2,5 метров в южной части озера. Обычная глубина до 1,5 метров. Примерно с 2000 года озеро стало интенсивно зарастать водорослями. Животный мир — щука, окунь, плотва.
У восточного берега озера проходит автодорога Р8 Устюжна — Валдай. В округе, неподалёку от озера, расположены деревни Железковского сельского поселения: Горка, Речка и Пукирёво.